# Benjamin Ulmann
Pour les articles homonymes, voir Ulmann.
Benjamin Ulmann, né à Blotzheim le 24 mai 1829 et mort à Paris le 24 février 1884, est un peintre français.

## Biographie
Benjamin Ulmann est né dans une famille juive alsacienne. Il est le fils du peintre Abraham Ulmann et de Brigitte Meyer.
Il arrive à Paris en 1837. Ulmann est admis à l'École des beaux-arts en 1846 dans l'atelier de Michel Martin Drolling (1786-1851), puis dans celui de François-Édouard Picot (1786-1868). Il débute au Salon de 1855 avec sa toile Dante aux Enfers. Il monte en loge pour le concours du prix de Rome de 1855, mais sans succès. En 1858 il obtient le second prix pour son tableau Adam et Ève trouvant le corps d'Abel (musée Unterlinden, Colmar). En 1859, il obtient le grand prix de Rome dans la catégorie de la peinture d'histoire pour son tableau Coriolan se réfugie chez Tullus, roi des Volsques.
Benjamin Ulmann réside pendant cinq années à Rome, à la Villa Médicis, où il a rejoint Jean-Jacques Henner. Pendant son séjour romain il peint plusieurs tableaux : Julius Brutus qu'il présente au Salon de 1859 où il obtient une médaille de 3e classe ; Samson et Dalila en 1862 ; Sylla chez Marius, peint pendant sa dernière année à Rome en 1866, acquis par l'État pour le musée du Luxembourg (actuellement conservé au musée d'Orsay à Paris).
Son attachement à l'Alsace est marqué par l'envoi de ses tableaux à des expositions organisées par la Société des amis des arts de Strasbourg en 1876, et à la Société industrielle de Mulhouse en 1876 et 1883.
Ulmann est nommé chevalier de la Légion d'honneur en 1872.

## Œuvres
- Peintures d'histoire :
  - Patrocle chez Amphidamas, Salon de 1863
  - Caton arraché au Sénat, Salon de 1879, conservé au Musée des Beaux Arts de Bayeux
  - La Séance du 23 août 1789 pour la Chambre des Députés, Salon de 1880
  - L'Entrée du régent de France Charles V à Paris, le 3 août 1358, Salon de 1870
  - La Séance du 16 juin 1877, musée de Versailles
- Scènes de genre :
  - L'Ora del pianto à Piperno, Marais-Pontins, Salon de 1867
  -  Le Pillage d'une ferme en Alsace, Salon de 1872
  - El Ochavito del jueves à Burgos, Salon de 1873
  - Les Gitanos de l'Albaycin de Grenade, Salon de 1874
  - Les Sonneurs de Nuremberg, Salon de 1872
  - La grande crécelle de Nuremberg, Salon de 1878
  - Loreley d'après Heine, Salon de 1880
  - Marguerite en prison, Salon de 1881
  - Ondine et le pêcheur, d'après Goethe
  - Éducation alsacienne
- Portraits :
  - Victor Schœlcher (1876)
  - Adolphe Crémieux
- Allégories :
  - La Cour protège l'Innocence et fait châtier le Crime[4], La Cour sanctionne un verdict, La Cour casse un arrêt, Palais de justice de Paris
  - La Justice contentieuse, en 1877, Conseil d'État, Paris